# Albert Marquet
Albert Marquet, född 17 mars 1875 i Bordeaux, död 13 juni 1947 i Paris, var en fransk målare. 

## Biografi
Albert Marquet studerade som ung för bland andra den åldrade Gustave Moreau vid École des Beaux-Arts i Paris. På 1890-talet lärde han känna den några år äldre Henri Matisse. Tillsammans utförde de jugendstildekorationer för världsutställningen i Paris år 1900. På independenternas salong 1903 hängde deras dukar bredvid varandra. Marquet räknas allmänt till de ursprungliga fauvisterna med ett antal signifikanta målningar, men gick tidigt vidare. 
Albert Marquet ägnade sig huvudsakligen åt landskapsmålningar: Seine, dess kajer och bogserbåtar, hamnarna i Alger, Neapel, Hamburg och Stockholm. Han upprepar ofta samma motiv som exempelvis: Pont Neuf under olika årstider, i gryningen, på middagen och på natten.

## Galleri

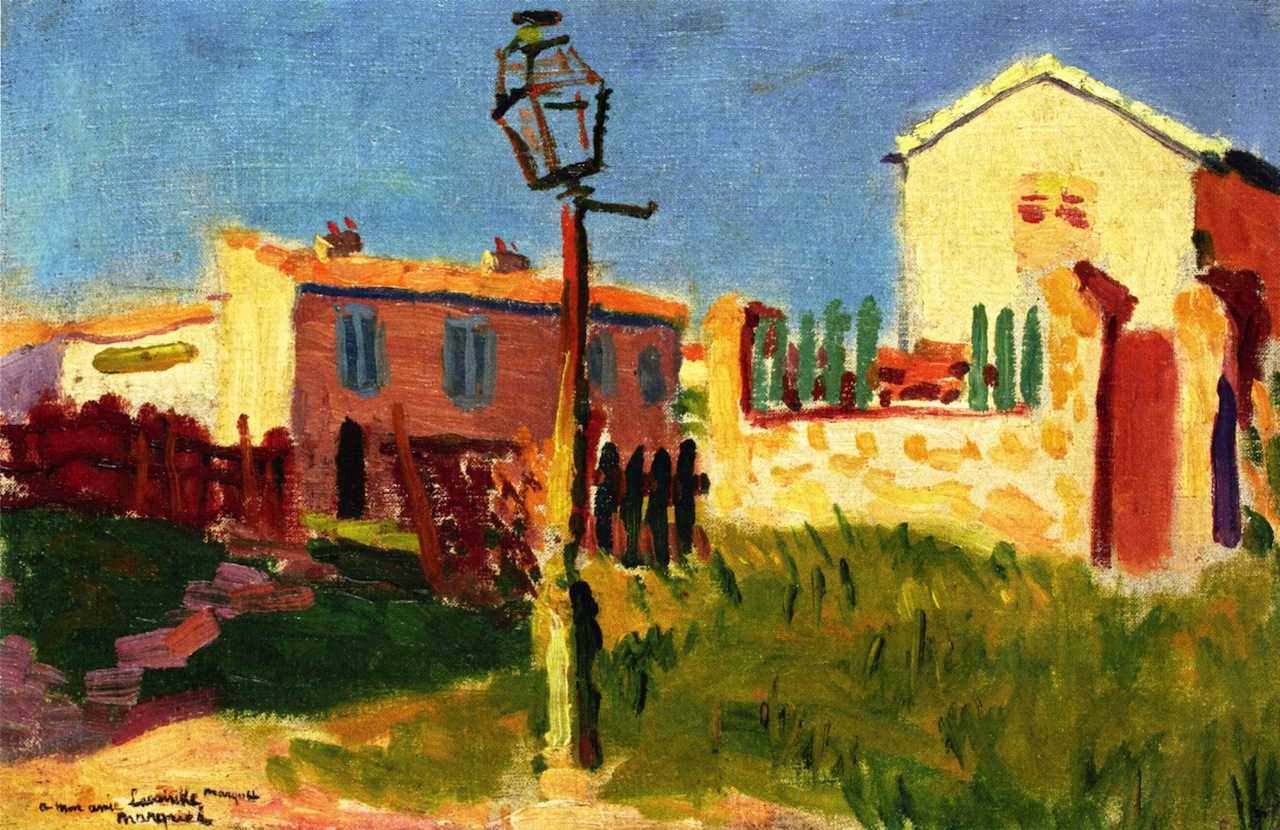
Le Réverbère, Arcueil (1898-1899), olja på duk, 27 × 41 cm, privat ägo.
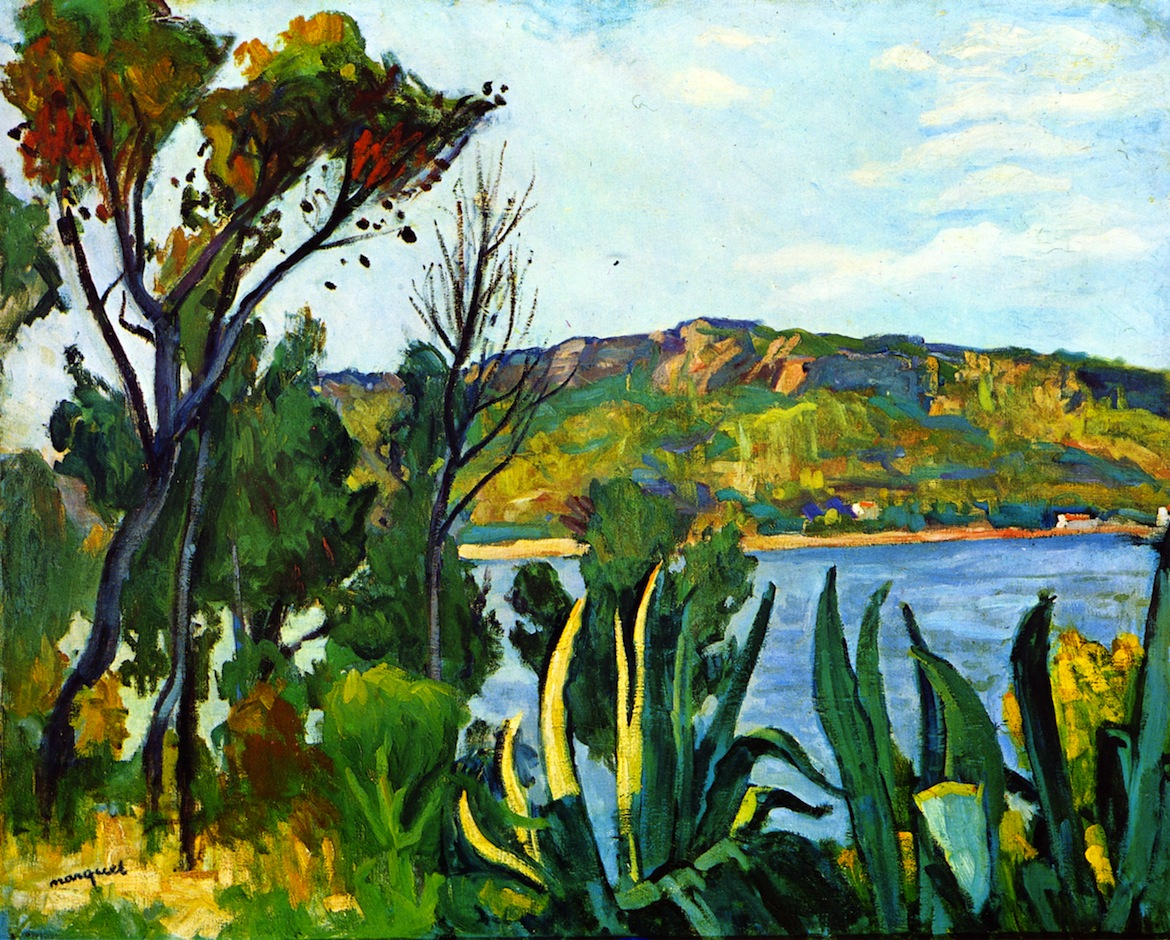
Paysage, baie méditerranéenne, vue d'Agay (1905), olja på duk, 64.5 x 80.7 cm. Visad första gången på Salon des Indépendants 1905. Musée National d'Art Moderne (Centre Georges-Pompidou).
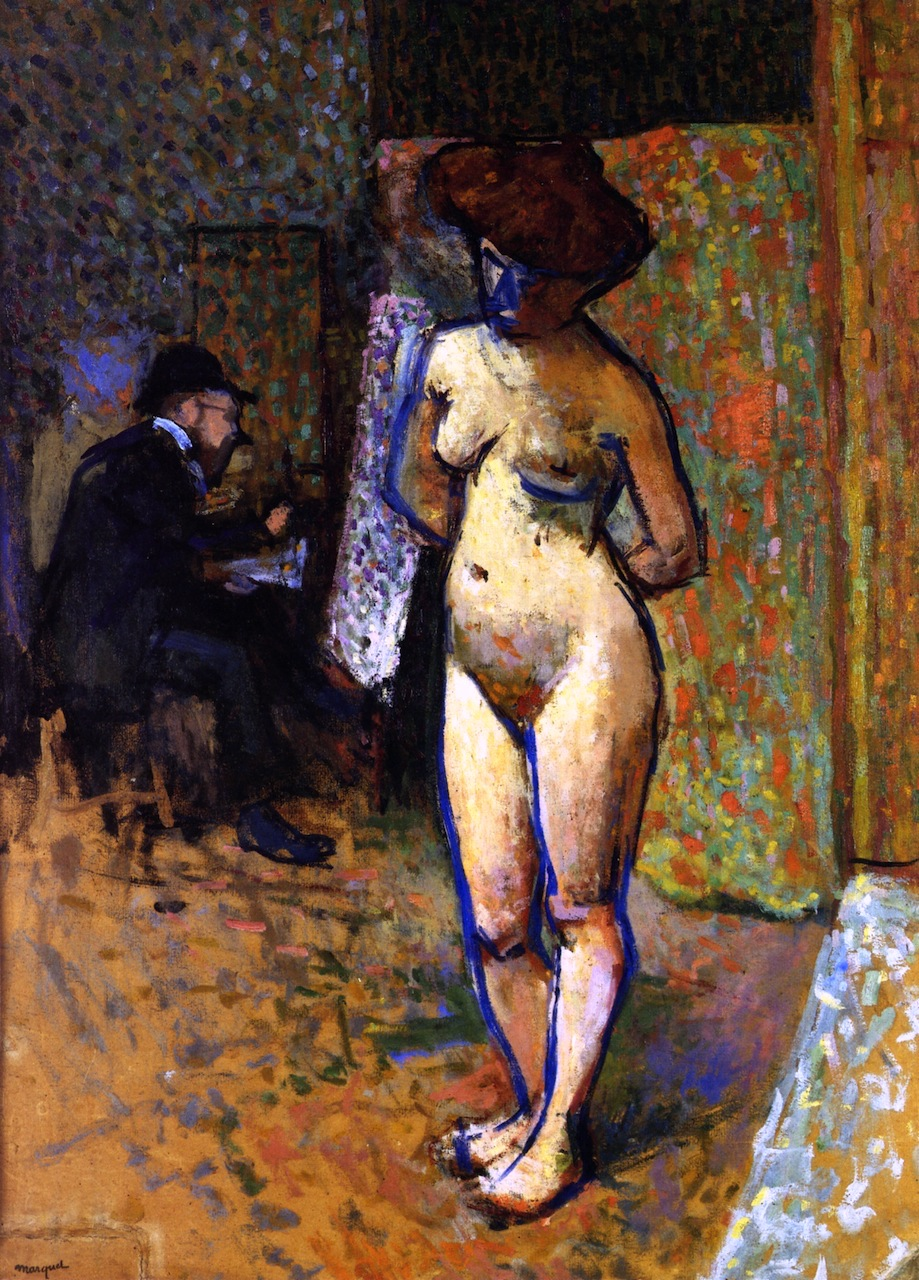
Matisse dans l'atelier de Manguin (1905), olja på kartong, 100 × 73 cm, Musée National d'Art Moderne.
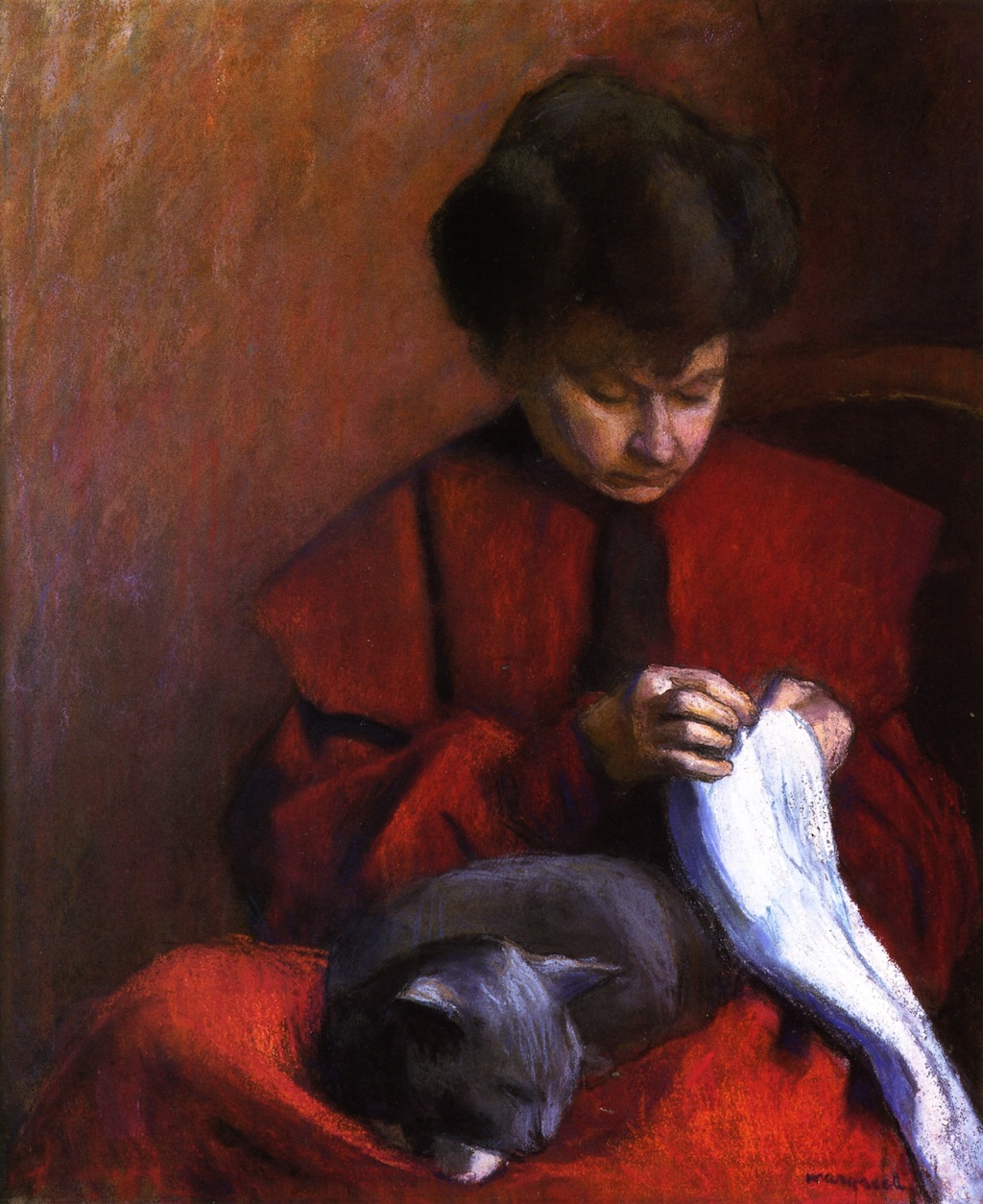
La Mère de l'artiste (1905-1906), pastellteckning,  61 x 50 cm, Musée des Beaux-Arts de Bordeaux.
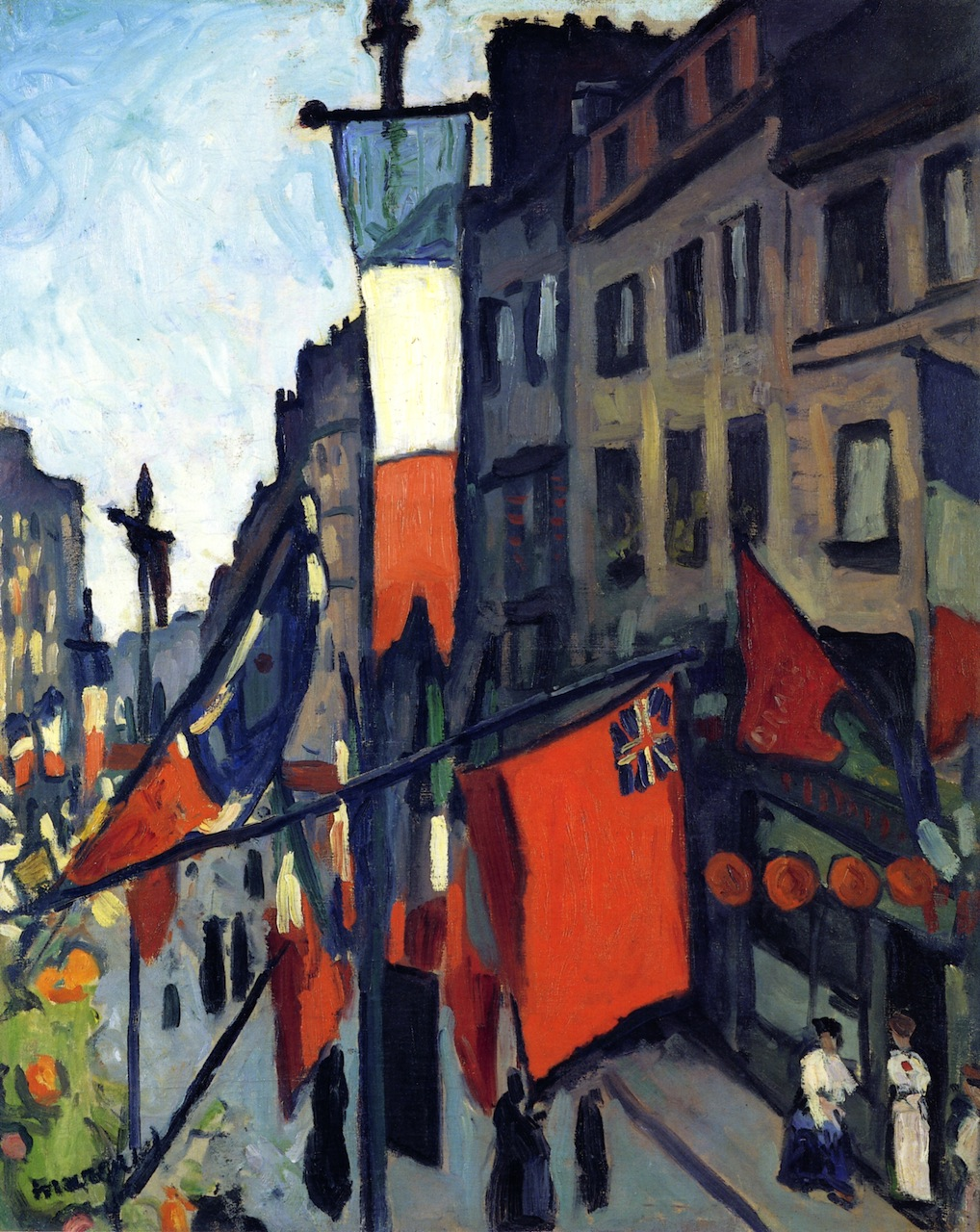
Le 14 juillet au Havre (1906), olja på kartong, 80 x 64 cm, Musée Albert-André.
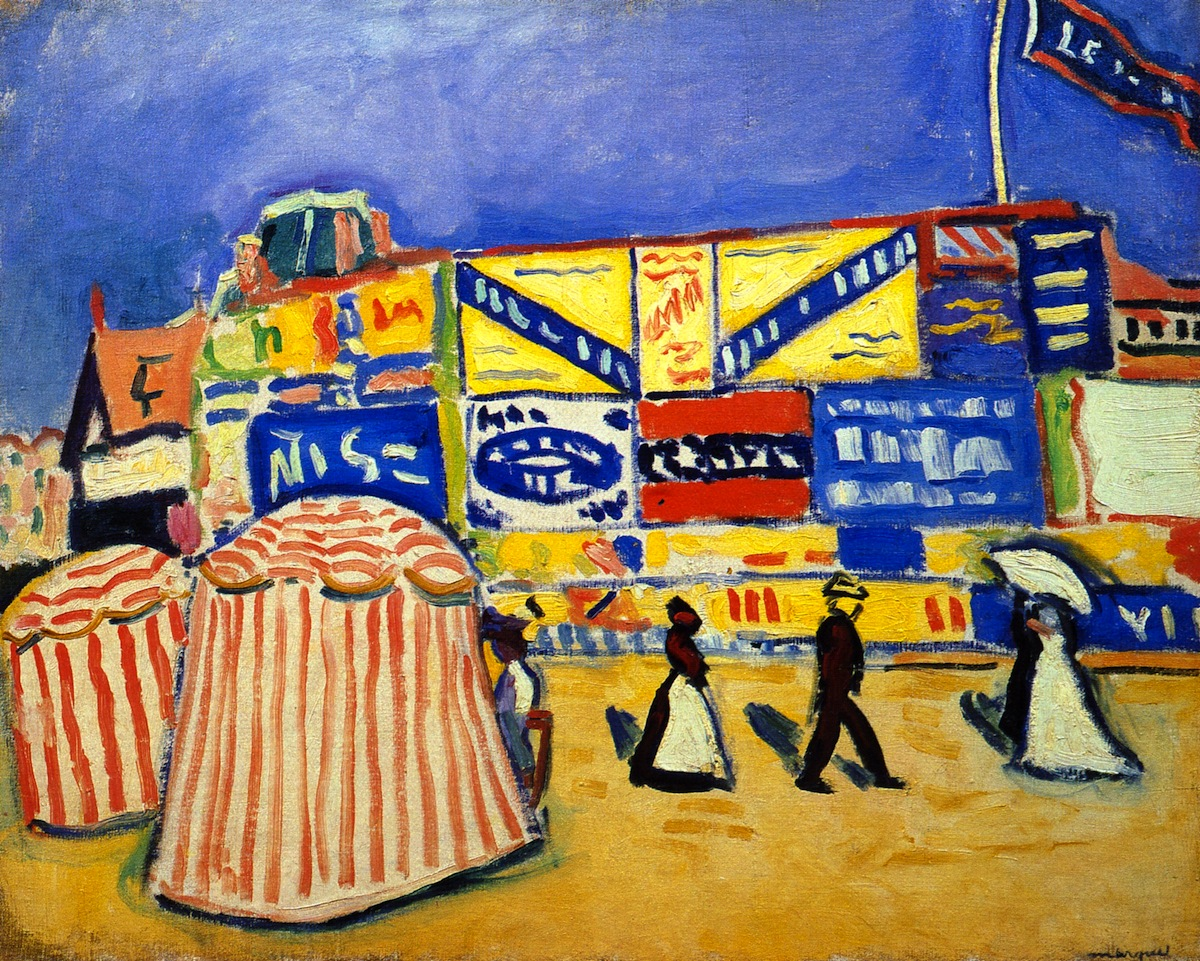
Affiches à Trouville (1906), olja på duk, 65.1 x 81.3 cm, National Gallery of Art.
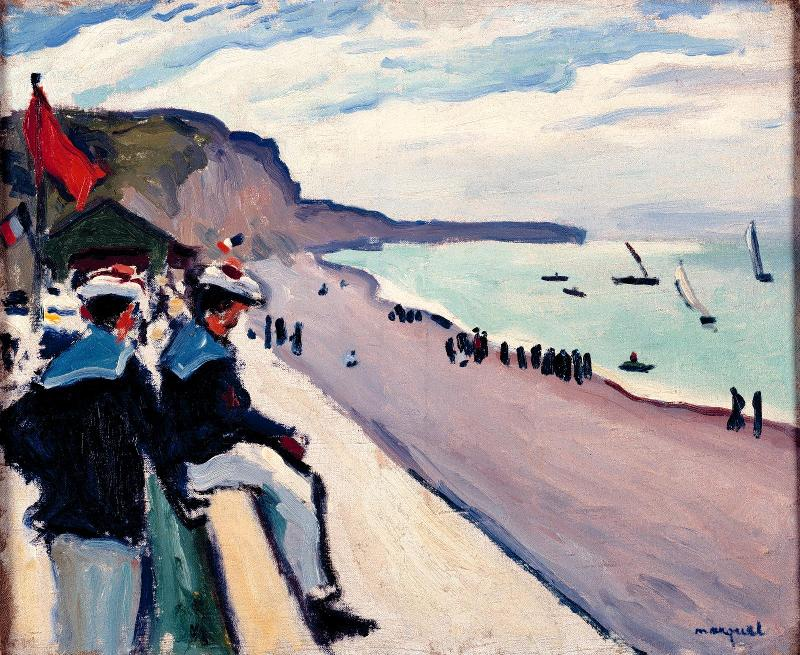
La Plage de Fécamp (1906), olja på duk, 50 x 60.8 cm, Musée National d'Art Moderne.
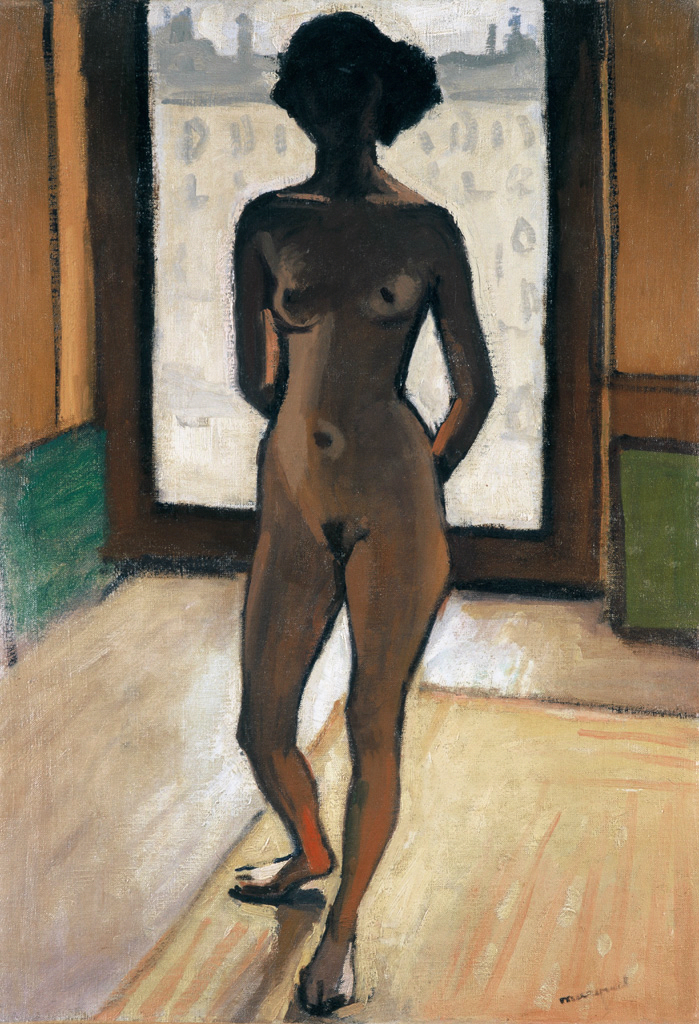
Nu en contre-jour (1909-1910), olja på duk, 73 × 60 cm, Musée des Beaux-Arts de Bordeaux
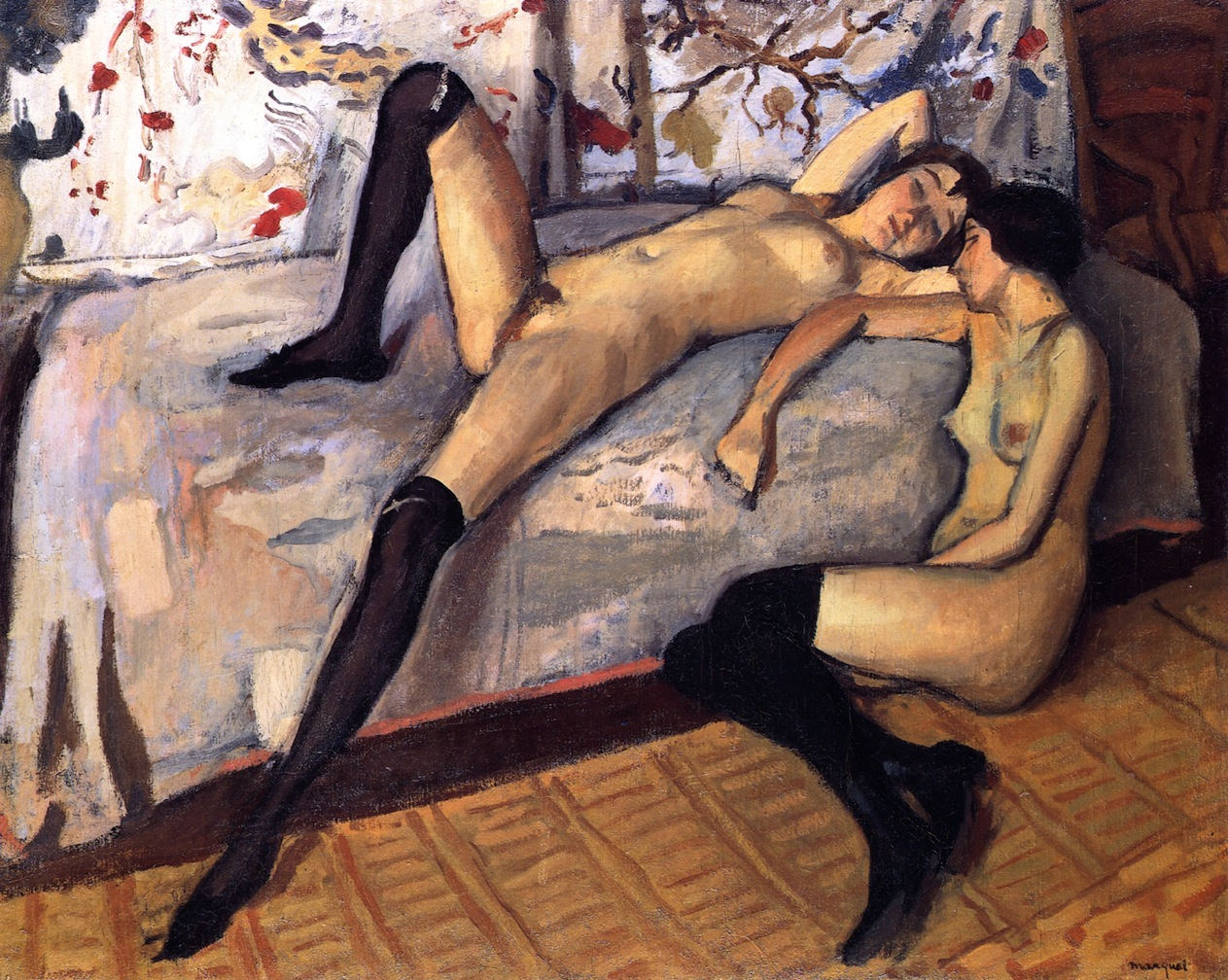
Les Deux amies (1912), olja på duk, 60 × 92 cm, Musée des Beaux-Arts et d'Archéologie de Besançon.
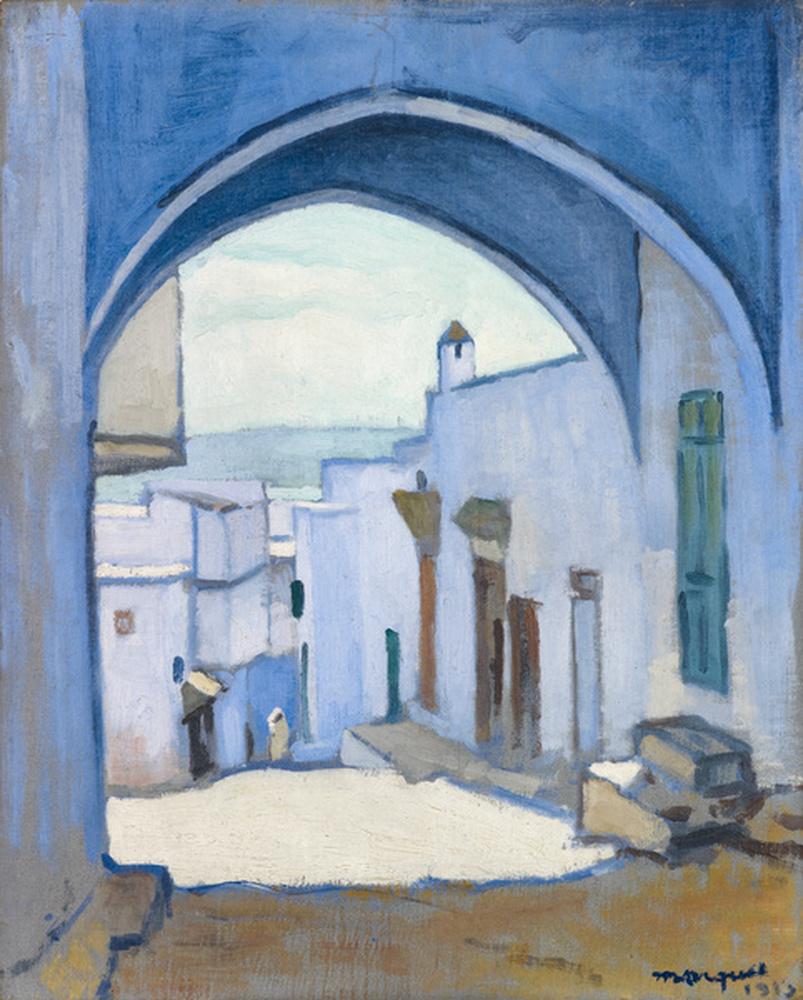
La Citadelle à Tanger (1913), olja på duk monterad på kartong, 40,5 x 32,5 cm, Musée de Grenoble.
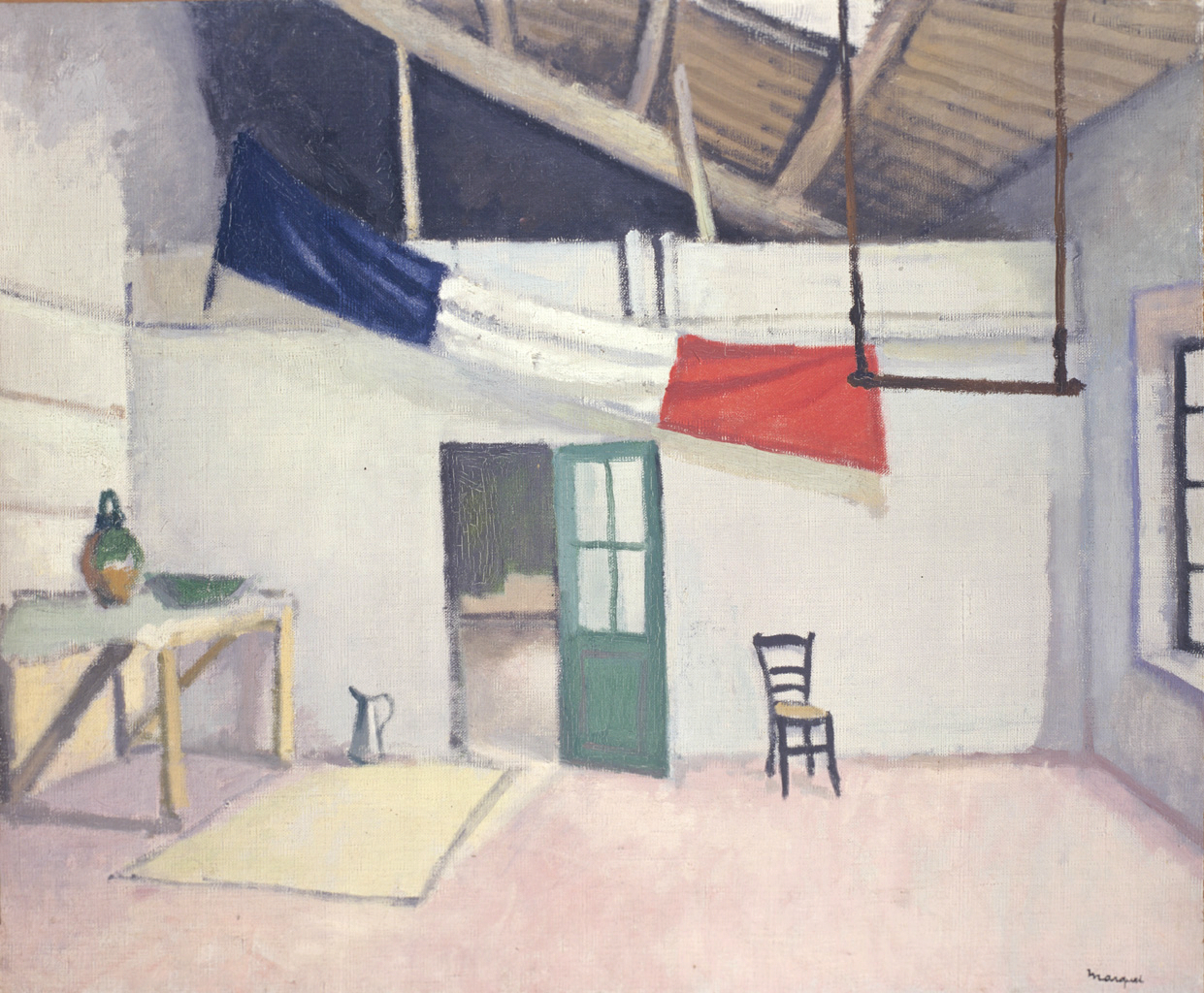
L'Atelier à Marseille (1916), Musée des Beaux-Arts de Bordeaux.
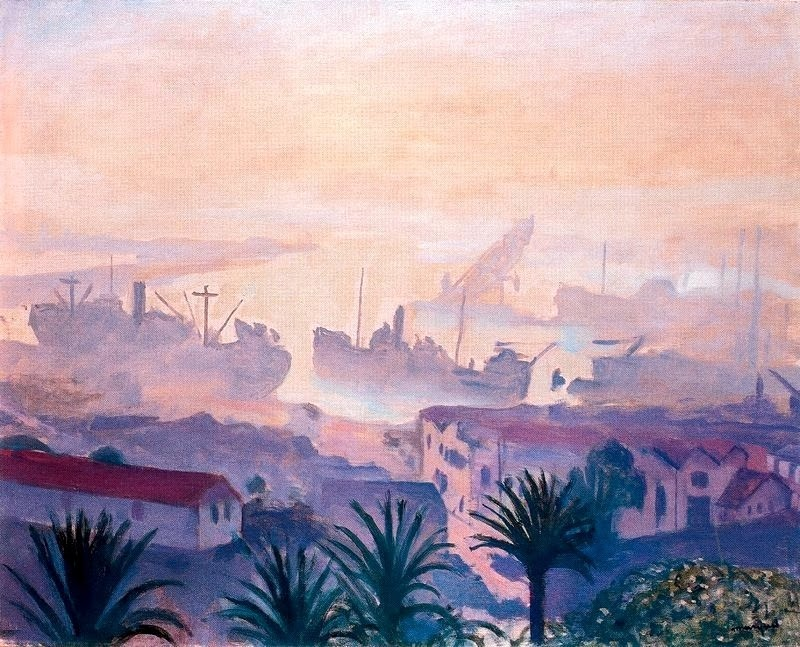
Le Port d'Alger sous la brume (1943), olja på duk, Musée des Beaux-Arts de Bordeaux.